# Pavia Foot Ball Club 1919-1920
Questa voce raccoglie le informazioni riguardanti il Pavia Foot Ball Club nelle competizioni ufficiali della stagione 1919-1920.

## Stagione
Nella prima stagione del dopoguerra in Lombardia si disputarono tre gironi eliminatori di Prima Categoria, ciascuno formato da sei squadre.
Il Pavia venne inserito nel girone B, con Milan, Atalanta, Enotria Goliardo, Ausonia Pro Gorla, e Chiasso. Il Pavia si piazzò al quinto posto.

## Rosa
| N. |                   | Ruolo | Calciatore        |
| -- | ----------------- | ----- | ----------------- |
|    | Italia (bandiera) | C     | Bertolini         |
|    | Italia (bandiera) | A     | Boni              |
|    | Italia (bandiera) | A     | Cambieri          |
|    | Italia (bandiera) | C     | Giovanni Cattaneo |
|    | Italia (bandiera) | C     | Giuseppe Cattaneo |
|    | Italia (bandiera) | C     | Cerutti           |
|    | Italia (bandiera) | P     | Edoardo Colombo   |
|    | Italia (bandiera) | A     | Corbellini        |
|    | Italia (bandiera) | A     | Davoglio          |
|    | Italia (bandiera) | C     | Luigi Fratti      |
|    | Italia (bandiera) | A     | Gallone           |
|    | Italia (bandiera) | C     | Gugnali           |

| N. |                   | Ruolo | Calciatore        |
| -- | ----------------- | ----- | ----------------- |
|    | Italia (bandiera) | A     | Picco             |
|    | Italia (bandiera) | D     | Edgardo Preti     |
|    | Italia (bandiera) | C     | Piero Ragaglia    |
|    | Italia (bandiera) | A     | Reali             |
|    | Italia (bandiera) | C     | Remotti           |
|    | Italia (bandiera) | D     | Remigio Sartoris  |
|    | Italia (bandiera) | P     | Giuseppe Scotti   |
|    | Italia (bandiera) | C     | Serasso           |
|    | Italia (bandiera) | A     | Dino Turri        |
|    | Italia (bandiera) | D     | Arnaldo Vigorelli |
|    | Italia (bandiera) | D     | Antonio Villani   |

## Risultati

### Prima Categoria

#### Girone B lombardo

##### Girone di andata
| Arbitro: | Barnabò (Milano) |

|                                       |           |                            |
| Biassoni 20’ Bellolio 30’ Varalda 47’ | Marcatori | 71’ Gugnali 76’ Cattaneo I |

| Arbitro: | Bellandi (Milano) |

|           |           |                    |
| Preti 70’ | Marcatori | 32’ (rig.) Aliatis |

| Arbitro: | Livraghii (Milano) |

|         |           |                                                        |
| Boni 6’ | Marcatori | 12’, 27’, 38’ Varese 61’ Mariani 68’, 78’ (rig.) Roghi |

| Arbitro: | Mauro (Milano) |

|              |           |                                  |
| Zapparoli 5’ | Marcatori | 40’ Cattaneo I 65’, 85’ Sartoris |

| Arbitro: | Orlandini (Milano) |

|  |           |                  |
|  | Marcatori | 60’ (aut.) Preti |

##### Girone di ritorno
| Arbitro: | Bellandi (Milano) |

|  |           |               |
|  | Marcatori | 80’ Pironi II |

| Arbitro: | Venegoni (Legnano) |

|  |           |                            |
|  | Marcatori | 68’ Remotti 85’ Corbellini |

| Arbitro: | Barnabò (Milano) |

|                                        |           |              |
| Roghi 23’ Varese 26’ Lovati 77’ (rig.) | Marcatori | 12’ Davoglio |

| Arbitro: | Cattaneo (Milano) |

|             |           |                        |
| Villani 42’ | Marcatori | 59’ Caro 61’ Zapparoli |

| Arbitro: | Gelmi (Bergamo) |

|               |           |  |
| Tirabassi 74’ | Marcatori |  |